# Doxocopa anna
Doxocopa anna är en fjärilsart som beskrevs av Verloren 1837. Doxocopa anna ingår i släktet Doxocopa och familjen praktfjärilar. Inga underarter finns listade i Catalogue of Life.